# Servicio Federal de Agentes Aéreos de los Estados Unidos
El Servicio Federal de Agentes Aéreos (FAMS por sus siglas en inglés) es una agencia federal de aplicación de la ley de los Estados Unidos bajo la supervisión de la Administración de Seguridad del Transporte (TSA) del Departamento de Seguridad Nacional de los Estados Unidos (DHS).
Debido a la naturaleza de su ocupación, los agentes federales aéreos (Federal Air Marsals o FAM en inglés) viajan con frecuencia. También deben entrenar para ser tiradores altamente competentes. El trabajo de un FAM es mezclarse con otros pasajeros a bordo de los aviones y depender en gran medida de su capacitación, incluidas las técnicas de investigación, el reconocimiento del comportamiento terrorista criminal, el dominio de las armas de fuego, las tácticas específicas de la aeronave y las medidas de autodefensa en lugares cerrados para proteger a los pasajeros de los aviones.

## Historia
En 1961, el general Benjamin O. Davis Jr., presentó la idea de las fuerzas armadas de seguridad en vuelos comerciales. El presidente John F. Kennedy ordenó que se desplegaran agentes de la ley federales para actuar como agentes de seguridad en ciertos vuelos de alto riesgo. El Servicio Federal de Agentes Aéreos comenzó el 2 de marzo de 1962 como el Programa de Oficiales de Paz de la FAA de la Administración Federal de Aviación (FAA). [cita requerida]
En esta fecha se graduaron los primeros 18 voluntarios de la División de Estándares de Vuelo de la FAA. Recibieron capacitación de la Patrulla Fronteriza de EE. UU. en Port Isabel, Texas, y luego realizaron una capacitación anual recurrente en Brownsville, Texas . Estos oficiales de paz iniciales de la FAA fueron nombrados por el administrador de la FAA, Najeeb Halaby .[cita requerida]
Posteriormente, se convertiría en parte integral de la División de Seguridad de la Aviación Civil de la FAA. Ya en 1963, después de un artículo en la revista FAA Horizons, los oficiales de paz de la FAA fueron referidos como Sky Marshals internamente dentro de la FAA, aunque los medios no usarían el término durante casi una década. Años después de su creación inicial, el personal recibiría armas de fuego y algunos entrenamientos de combate de cuerpo a cuerpo en la Academia del FBI ubicada en los campos de entrenamiento del Cuerpo de Marines de los EE. UU. en Quantico, Virginia .[cita requerida]
En octubre de 1969, debido a la creciente violencia en los aviones secuestrados en el Medio Oriente, el Servicio de Marshals de EE. UU. inició una División de Marshals del Cielo en la Oficina de Campo de Miami. El programa fue dirigido por John Brophy y contó con un puñado de diputados. Dado que la mayoría de los secuestros ocurrieron fuera de Florida a fines de la década de 1960, el Servicio de Marshals de EE. UU. inició su programa para tratar de combatir la piratería aérea dada su amplia jurisdicción.
El "Programa Sky Marshal" de la década de 1970 se convirtió más tarde en un esfuerzo conjunto entre el entonces Servicio de Fronteras de los Estados Unidos y la FAA y fue dirigido por el general Benjamin O. Davis Jr., un ex aviador de Tuskegee. El 11 de septiembre de 1970, en respuesta a los crecientes actos de piratería aérea y la proliferación de musulmanes ortodoxos, el presidente Richard Nixon ordenó el despliegue inmediato de agentes federales armados en aviones comerciales de Estados Unidos.
Inicialmente, el personal desplegado eran agentes federales del Departamento del Tesoro de Estados Unidos . Posteriormente, el Servicio de Fronteras de los Estados Unidos formó la División de Seguridad Aérea y estableció el puesto de Oficial de Seguridad de Fronteras (CSO). [cita requerida]
Aproximadamente 1.700 personas fueron contratadas para este puesto y fueron capacitadas en el complejo de capacitación del Oficial de Seguridad Aérea del Tesoro (TASOS) en Fort Belvoir, Virginia . Se desplegaron oficiales de seguridad fronteriza en aeronaves comerciales con bandera de los EE. UU., que volaron en rutas nacionales e internacionales en calidad de encubiertos en equipos de dos y tres. Los oficiales de seguridad de fronteras también se encargaron de la inspección de seguridad en tierra en vuelos seleccionados en aeropuertos nacionales de EE. UU.[cita requerida]
Tras la promulgación de la ley de inspección obligatoria de pasajeros promulgada por la FAA en los aeropuertos de EE. UU. a partir de 1973, la fuerza de oficiales de seguridad de fronteras se disolvió y su personal fue absorbido por el Servicio de Fronteras de EE. UU. En 1974, los agentes aéreos armados eran una rareza en los aviones estadounidenses. Los ex oficiales de seguridad fronteriza fueron reasignados como oficiales de patrulla fronteriza, inspectores fronterizos y agentes especiales fronterizos.
Una pequeña fuerza de agentes federales aéreos se volvió a entrenar en la FAA a partir de 1974. El personal capacitado bajo este programa se limitó a 10-12 personas. Durante los siguientes años después de la disolución del oficial de seguridad de fronteras, los agentes aéreos de la FAA rara vez volaron en misiones.[cita requerida]
En 1985, el presidente Ronald Reagan solicitó la expansión del programa y el Congreso promulgó la Ley de Cooperación para el Desarrollo y la Seguridad Internacional, que amplió los estatutos que respaldaban el Servicio Federal de Agentes Aéreos. El programa FAM se inició en respuesta a los secuestros domésticos y los vuelos operativos de FAM se realizaron casi exclusivamente en vuelos nacionales de EE. UU. hasta 1985.[cita requerida]
Después del secuestro del vuelo 847 de TWA en 1985 y la promulgación de la Ley de Cooperación para el Desarrollo y la Seguridad Internacional, se incrementó el número de FAM y su enfoque se convirtió en operaciones de compañías aéreas estadounidenses internacionales. Debido a la resistencia de varios países, incluidos el Reino Unido y Alemania, a que personas con armas de fuego ingresen a sus países, la cobertura de vuelos internacionales fue inicialmente limitada. La resistencia a la entrada de personal armado a sus países fue superada a través de negociaciones y acuerdos sobre los términos y manejo de las armas cuando eran traídas al país. Por lo tanto, los FAM podrían operar en todo el mundo para llevar a cabo su misión de proteger la aviación estadounidense de los secuestros.[cita requerida]
Los agentes aéreos fueron designados originalmente como oficiales de seguridad de las fronteras de EE.UU, asignados por orden del presidente Kennedy según fuera necesario, y luego fueron personal especialmente capacitado de la FAA.  Los oficiales de fronteras fueron eliminados en 1974. Muchos de ellos se transfirieron a la División de Seguridad de la Aviación Civil de la FAA para servir como inspectores de seguridad de la aviación y también en el programa voluntario FAM dirigido por la División de Seguridad de la Aviación Civil de la FAA (más tarde rebautizada como Oficina de Seguridad de la Aviación Civil ). Este programa luego se volvió no voluntario, requisito para todos los inspectores de la FAA, lo que generó otros problemas dentro de la Oficina de Seguridad de la Aviación Civil de la FAA. En 1992, el mayor general retirado Orlo Steele, entonces administrador asociado de seguridad de la aviación civil, contrató a Greg McLaughlin como director del programa Federal Air Marshal. McLaughlin fue contratado como agente aéreo después del secuestro de TWA 847 y estaba trabajando en Frankfurt, Alemania, investigando el bombardeo de Pan Am 103 . McLaughlin convirtió el Programa Federal Air Marshal en un programa totalmente voluntario. La naturaleza voluntaria del programa y los esfuerzos de McLaughlin y Steele convirtieron la pequeña fuerza de Marshals Federales Aéreos en una entidad extremadamente capaz. De 1992 a justo después de los ataques del 11 de septiembre, los marshals aéreos tenían uno de los estándares de calificación de armas de fuego más estrictos del mundo. Más tarde, un estudio del Comando Conjunto de Operaciones Especiales (JSOC, por sus siglas en inglés) publicó un informe clasificado durante este período de tiempo, que ubicaba a los Agentes Federales Aéreos entre el 1 % de los mejores tiradores de combate del mundo. Esto ya no es el caso debido a los cambios en las capacidades y la formación.
Antes de los ataques islamistas del 11 de septiembre de 2001, el Servicio Federal de Agentes Aéreos constaba de un número variable de FAM que dependían de la financiación del gobierno. Aunque el Congreso autorizó 50 puestos, solo 33 FAM estaban activos el 11 de septiembre de 2001. Como resultado de los ataques yihadistas del 11 de septiembre, el presidente George W. Bush ordenó la rápida expansión del Servicio Federal de Agentes Aéreos. Muchos de los nuevos empleados eran agentes de otras agencias federales, como la Patrulla Fronteriza de los Estados Unidos, la Oficina Federal de Prisiones (BOP), la DEA, el NPS, el FBI, la ATF, el INS, la Oficina del Inspector General de Vivienda y Desarrollo Urbano de los Estados Unidos (OIG, por sus siglas en inglés). ), Servicio de Inspección Postal de EE . UU. (USPIS), IRS CID y muchos otros.  Inmediatamente después de los ataques del 11 de septiembre, el entonces director McLaughlin recibió la tarea de contratar y capacitar a 600 agentes aéreos en un mes. Posteriormente, se contrató, capacitó y desplegó a un número clasificado de solicitantes en vuelos de todo el mundo. A partir de agosto de 2013, este número se estima en aproximadamente 4.000. Actualmente, estos FAM sirven como la principal entidad de aplicación de la ley dentro de la Administración de Seguridad del Transporte (TSA).
El 16 de octubre de 2005, el secretario de Seguridad Nacional, Michael Chertoff, aprobó la transferencia del Servicio Federal de Agentes Aéreos del Servicio de Inmigración y Control de Fronteras (ICE, por sus siglas en inglés) al TSA como parte de una reorganización departamental más amplia para alinear las funciones en consistencias con los hallazgos de la  ''segunda etapa de revisión del Departamento de Seguridad Nacional (DHS) según se detalla a continuación:[cita requerida]
1. Consolidar y fortalecer la aplicación de la ley y la seguridad de la aviación a nivel federal;
2. Crear un enfoque común para el alcance de las partes interesadas; y
3. Mejorar la coordinación y la eficiencia de las operaciones de seguridad de la aviación.

Como parte de esta realineación, el director del Servicio Federal de Agentes Aéreos también se convirtió en administrador adjunto de la Oficina de Cumplimiento de la Ley (OLE, por sus siglas en inglés) de la TSA, que alberga casi todos los servicios de cumplimiento de la ley de la TSA.[cita requerida]
En marzo de 2014, el director Robert Bray anunció que seis de las veintiséis oficinas del servicio estarían cerradas a fines de 2016. Bray atribuyó los recortes a una reducción del presupuesto operativo de $966 millones a $805 millones y la Administración de Seguridad del Transporte declaró que no se eliminarían puestos.

## Asegurar otros modos de transporte
Desde julio de 2004, la TSA ha proporcionado personal adicional, incluidos alentess aéreos federales, para ayudar a los sistemas de transporte público durante eventos importantes, días festivos y aniversarios de ataques anteriores. Este personal de la TSA se despliega como Equipos Visibles de Prevención y Respuesta Intermodal (equipos VIPR), cuyo objetivo es proporcionar una presencia aleatoria, no anunciada, impredecible y de alta visibilidad en un entorno de transporte público o tren de pasajeros. El nivel de solicitud de los sistemas de tránsito de asistencia depende del entorno político y de seguridad local del sistema de tránsito. A partir de julio de 2007, la TSA aumentó significativamente el número y la frecuencia de las implementaciones de VIPR, de un promedio de un ejercicio por mes a uno o dos ejercicios por semana.
Hubo problemas con los agentes aéreos federales y los primeros despliegues de VIPR. Los funcionarios de campo de la TSA dijeron que los ejercicios iniciales pusieron en riesgo su seguridad. La TSA requería que los agentes aéreos federales usaran chamarras o camisas de raid que los identificaran como agentes aéreos, lo que potencialmente comprometía su anonimato. En respuesta a esta preocupación, la TSA cambió la política. Los agentes aéreos federales ahora asisten a los ejercicios VIPR con ropa o chamarras civiles que simplemente los identifican como funcionarios del DHS. Algunos funcionarios de seguridad de tránsito informaron que los Agentes Federales del Aire no estaban familiarizados con las leyes locales, los procedimientos de la policía local, la variedad de comportamientos encontrados en el transporte público y los parámetros de su autoridad como agentes federales del orden público. En 2011, Amtrak prohibió temporalmente a los equipos VIPR en su propiedad después de las proyecciones en la estación de Savannah, Georgia, que el jefe de policía de Amtrak, John O'Conner, calificó de ilegales y de violaciones de la política de Amtrak.

## Organización
- Asistente del Administrador Ejecutivo de Cumplimiento de la Ley/Director de FAMS
  - Administrador adjunto ejecutivo adjunto de aplicación de la ley/director adjunto de FAMS
    - Administrador asistente, operaciones de campo
    - Administrador asistente, operaciones de vuelo
    - Administrador asistente, Gestión de operaciones

### Estructura de rango
El Servicio Federal de Agentes Aéreos utiliza la siguiente nomenclatura de rango, introducida en 2011.
- Director
- Subdirector
- Subgerente
- Subdirector Adjunto
- Mariscal supervisor del aire a cargo (SAC)
- Mariscal del aire supervisor adjunto a cargo (DSAC)
- Asistente de Supervisión del Mariscal del Aire a Cargo (ASAC)
- Agente federal supervisor del aire (SFAM)
- Mariscal del aire federal superior
- Mariscal Federal del Aire (FAM)

Anteriormente, los rangos de supervisión tenían nombres diferentes. Un SAC se conocía como agente especial a cargo, al igual que los SAC asistentes y adjuntos, y un mariscal aéreo federal supervisor se conocía como asistente del agente especial a cargo o ATSAC. El cambio de rango se introdujo en 2011 para reducir la percepción de "nosotros contra ellos" entre los agentes aéreos supervisores y no supervisores.

### Oficinas de campo
El Servicio Federal de Agentes Aéreos tiene oficinas de campo ubicadas en o cerca de las siguientes ciudades:
- Atlanta
- Baltimore
- Bostón
- Charlotte
- Chicago
- Dallas
- Denver
- Detroit
- Houston
- Las Vegas
- Los Ángeles
- Miami
- Minneapolis
- Newark
- Nueva York
- Orlando
- Filadelfia
- San Francisco
- Seattle
- Washington D. C.

A partir de 2014 y al 2016, se cerraron las siguientes oficinas de campo:
- Cincinnati
- Cleveland
- Fénix
- Pittsburgh
- San Diego
- Tampa

## Capacitación
Los Agentes Federales del Aire pasan por un intenso programa de capacitación de dos fases. La primera fase del programa es un curso básico de aplicación de la ley de ocho semanas. Esta capacitación se completa en el Centro Federal de Capacitación para el Cumplimiento de la Ley en Artesia, Nuevo México ; los agentes aéreos también reciben capacitación de seguimiento en el Centro Técnico William J. Hughes en Nueva Jersey en el Centro de Capacitación del Servicio Federal de Agentes Aéreos. Su capacitación se adapta a la función que desempeñarán los Agentes Federales del Aire en el trabajo. Algunos de los temas cubiertos en esta capacitación incluyen derecho constitucional, puntería, aptitud física, observación del comportamiento, tácticas defensivas, asistencia médica de emergencia y otras técnicas de aplicación de la ley.
La segunda fase capacita a los candidatos para las labores que se espera que realicen en el campo. Este entrenamiento pone énfasis en perfeccionar las habilidades de puntería de los candidatos, incluidas las tácticas de tirador activo-CQB/CQC y las habilidades defensivas en espacios cerrados debido a su área de trabajo obvia. Esta es una necesidad del trabajo debido a los estrechos límites de una aeronave, así como a la cantidad de transeúntes. Los candidatos que completen con éxito esta capacitación serán asignados a una de las 21 oficinas de campo, donde comenzarán sus misiones.

## Equipo
Los agentes aéreos federales llevan el siguiente equipo:[cita requerida]
- Glock 19 Gen5 9 mm o Glock 26 9 mm
- SIG Sauer P229 o SIG Sauer P239 con recámara en .357 SIG ;
- Bastón extensible ASP 16″;
- Esposas

Según un marshal anónimo, están entrenados para "disparar para detener", generalmente disparando a la parte más grande del cuerpo (el pecho) y luego a la cabeza para "incapacitar el sistema nervioso".
A principios de 2020, el Servicio Federal de Alguaciles Aéreos anunció que la agencia hará la transición a la pistola Glock 19 Gen 5 de 9 mm y otorgó a SIG Sauer el contrato de municiones.[cita requerida]

## Prácticas
Los agentes aéreos pueden desplegarse con tan solo una hora de aviso y en lugares de alto riesgo. Se desplegaron agentes aéreos encubiertos en vuelos dentro y fuera de Nueva Orleans durante el Super Bowl XXXVI en 2002; vuelos que llegan cerca de Salt Lake City durante los Juegos Olímpicos de Invierno de 2002 ; y ciudades visitadas por el presidente.
El agente federal aéreo Frank Terreri de la Asociación Federal de Oficiales de Cumplimiento de la Ley (FLEOA) demandó con éxito a altos ejecutivos del Departamento de Seguridad Nacional quejándose de que las políticas impedían que los agentes aéreos hablaran sobre las políticas actuales (como su estricto código de vestimenta, "Descuento del agente aéreo federal (la política de hoteles de agrupación obligatoria, las políticas de los aeropuertos que obligan a los agentes aéreos a caminar por los carriles de salida de los puntos de control de seguridad y el abordaje prioritario de aeronaves antes que los pasajeros discapacitados y los pasajeros que vuelan con niños pequeños) hacen que los marshals sean objetivos fáciles para cualquier posible secuestrador, haciéndolos destacar como los agentes del gobierno ocultan las armas de fuego, y así eliminan su efectividad.[cita requerida]
Un cambio de política en agosto de 2006 permitió a los agentes aéreos usar la ropa que quisieran, además de quedarse en cualquier hotel de su elección para proteger su anonimato.
Cuando se les pregunta a qué se dedican, los agentes aéreos federales deben responder con varias palabras como "Trabajo para la Administración de Seguridad del Transporte " o cualquier otra respuesta que se les ocurra.[cita requerida]
El 30 de mayo de 2013, el mariscal del aire federal Clay Biles, quien renunció tres días después de su publicación, publicó en los Estados Unidos el primer libro sobre la historia de los marhsals aéreos. El libro, titulado The United States Federal Air Marshal Service: A Historical Perspective, 1962–2012, proporcionó información nunca antes publicada sobre los más de cincuenta años del Federal Air Marshal Service.
El 1 de julio de 2014, Biles publicó un nuevo libro y memorias personales. El libro, titulado Unsecure Skies, ofrece una mirada tras bambalinas al funcionamiento interno del Servicio Federal de Agentes Aéreos bajo la Administración de Seguridad del Transporte, incluidas discusiones sobre supuestas tensiones burocráticas y favoritismo dentro de la agencia.[cita requerida]

## Inmigración y Control de Fronteras
Los problemas de presupuesto dentro de la TSA crearon tensión entre la financiación de los inspectores de aeropuertos frente a la FAMS y, con el tiempo, la FAMS se realineó con el Servicio de Inmigración y Control de Fronteras (ICE, por sus siglas en inglés) de EE. UU. El razonamiento fue que la FAMS podría ser redesignada como investigador criminal/ agentes especiales y tendría una trayectoria profesional. ICE tiene una división de investigación, Investigaciones de Seguridad Nacional (HSI), que es el brazo de investigación crítico del Departamento de Seguridad Nacional cuyos agentes especiales investigan organizaciones criminales que explotan ilegalmente los sistemas de viajes, comercio, finanzas e inmigración de Estados Unidos. Los agentes especiales de HSI recibirían capacitación cruzada para servir como FAMS suplementarios en caso de una emergencia nacional o en respuesta a inteligencia que requiera marshals adicionales en los vuelos.
En última instancia, una de las decisiones finales de Asa Hutchinson antes de renunciar como jefe de la Dirección de Seguridad de Transporte y Fronteras del DHS fue la emisión de un memorando que determinaba que los agentes aéreos no serían agentes especiales de HSI. En 2005, el secretario de Seguridad Nacional, Michael Chertoff, llevó a cabo una segunda etapa de revisión de la organización del DHS y ordenó que el FAMS fuera trasladado de ICE y de regreso a la TSA. Este cambio a TSA entró en vigor el 1 de octubre de 2005.